# Sterculia fanaiho
Sterculia fanaiho är en malvaväxtart. Sterculia fanaiho ingår i släktet Sterculia och familjen malvaväxter.

## Underarter
Arten delas in i följande underarter:
- S. f. fanaiho
- S. f. pentamera